# Percé
Der kanadische Hafenort Percé liegt in der Provinz Québec im Osten der Halbinsel Gaspésie am Sankt-Lorenz-Golf.
Wahrzeichen des Ortes ist der bei Ebbe zu Fuß erreichbare 88 m hohe und 438 m lange Kalksteinfelsen Rocher Percé. Der Ort lebt vom Tourismus und ist ein Ausgangspunkt für Walbeobachtungen und Exkursionen zur gegenüberliegenden Vogelinsel Bonaventure. Auf dieser bilden 50.000 Basstölpel die größte Basstölpelkolonie Amerikas. Am Hafen befindet sich ein entsprechendes naturkundliches Museum. Außerdem ist die Gemeinde vom Percé UNESCO Global Geopark umgeben.

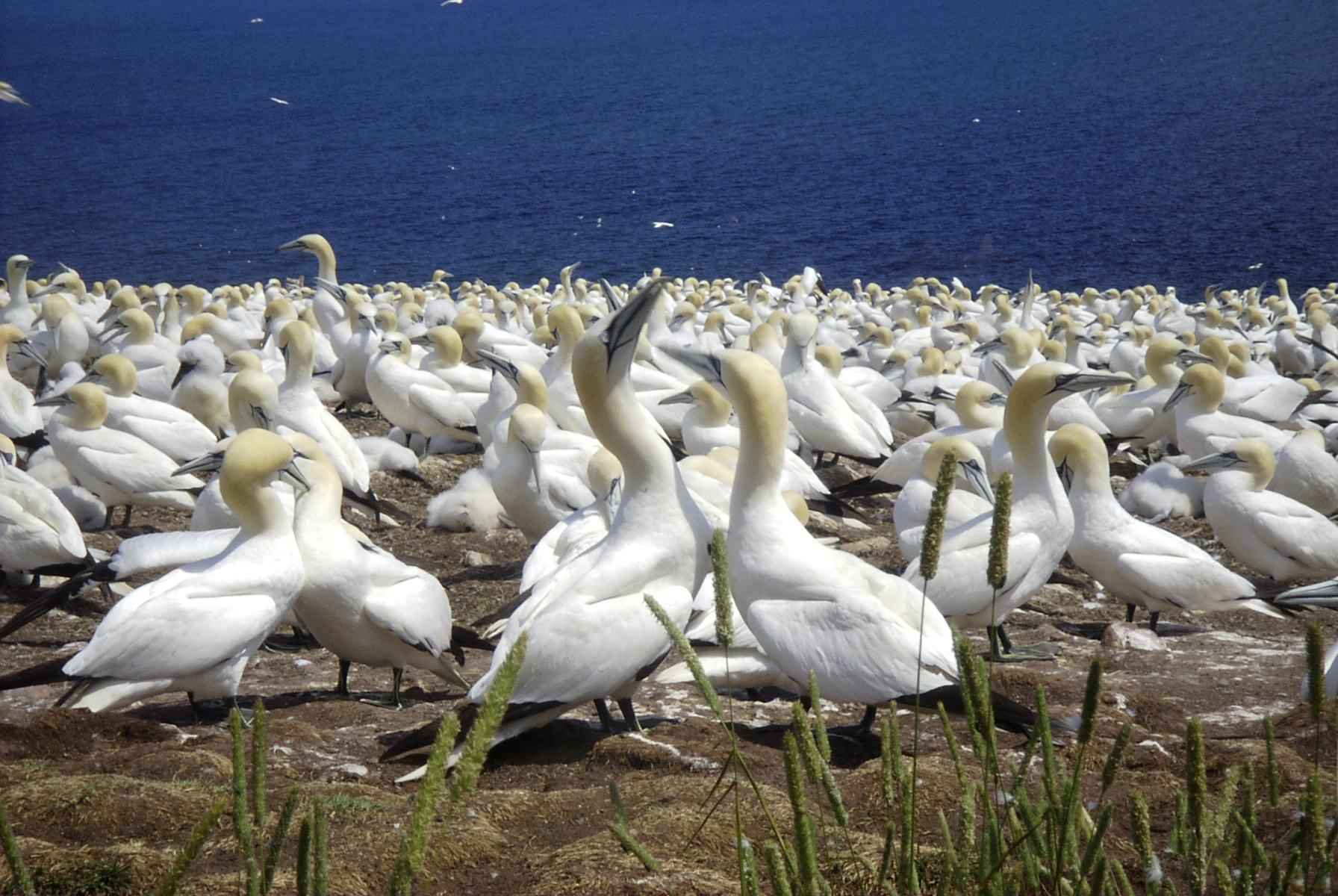
Basstölpelkolonie auf Bonaventure
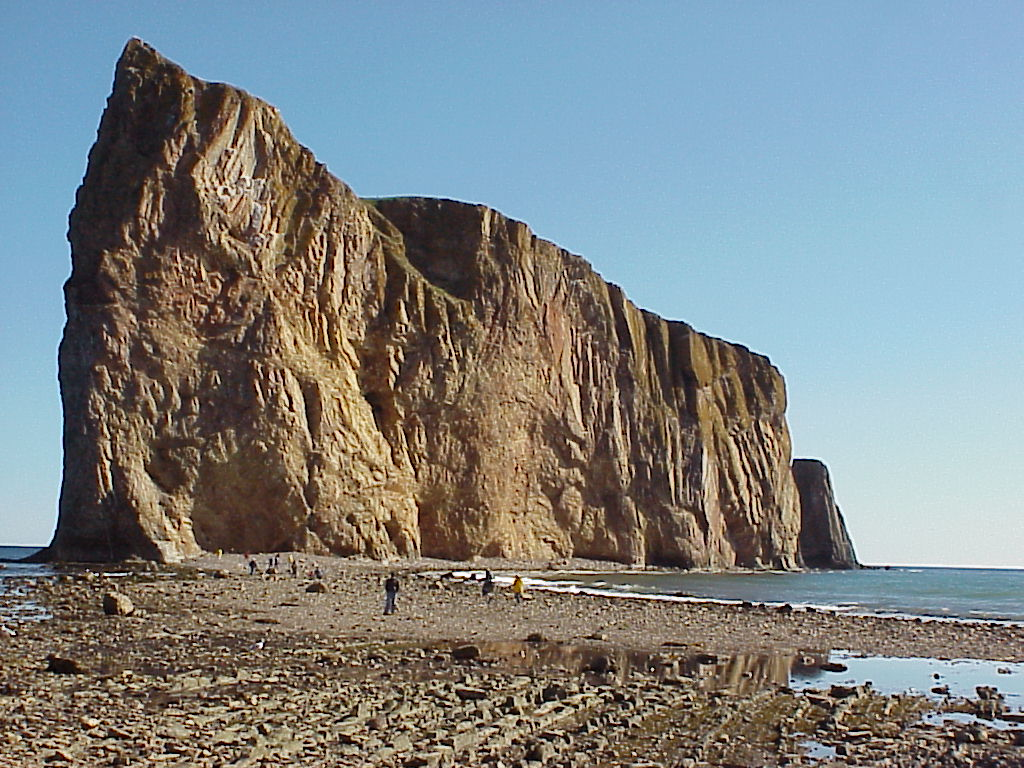
Kalksteinfelsen bei Percé

## Söhne und Töchter von Percé
- Edmund James Flynn (1847–1927), Politiker, Rechtswissenschaftler und Richter